# جوسلين إيليا

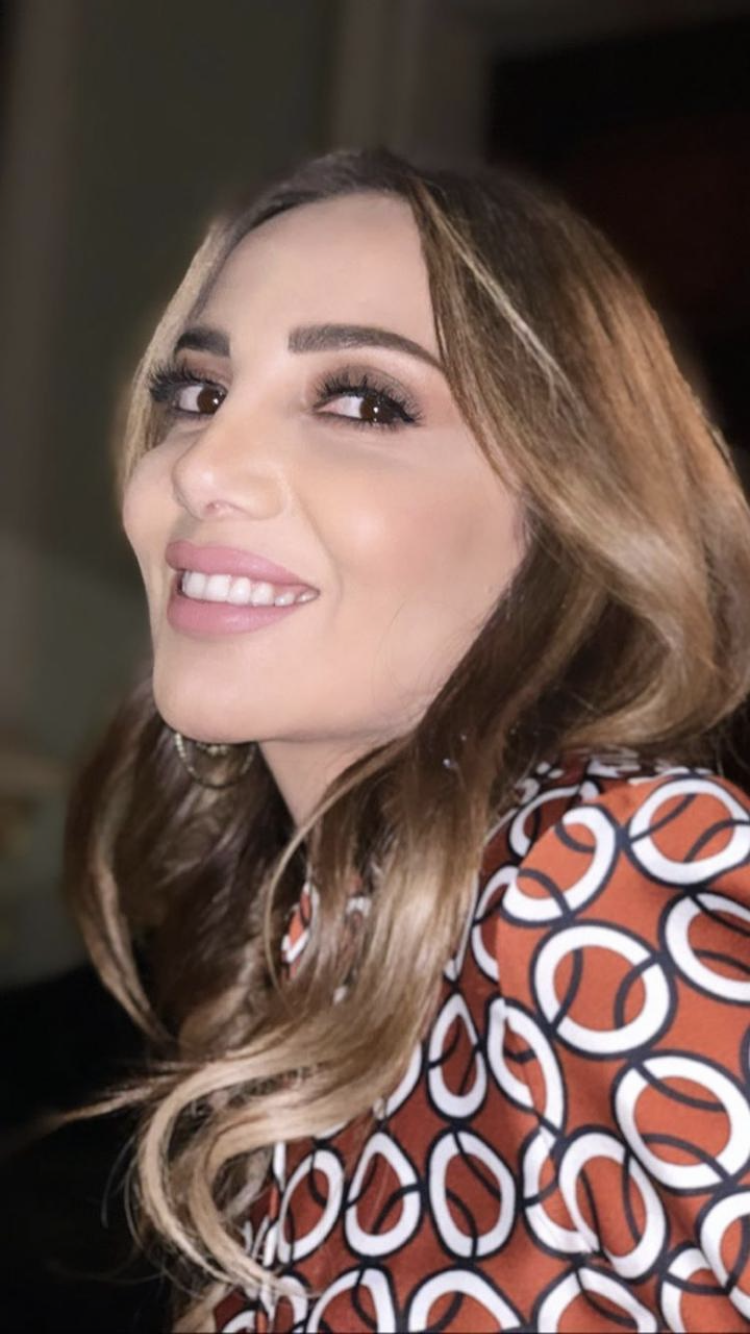

جوسلين إيليا (14 نوفمبر 1977)، اعلامية لبنانية حاصلة على العديد من الجوائز. بدأت كمذيعة لبرنامج تلفزيوني على قناة سيغما في لبنان، قبل ان تنتقل للعيش في لندن عام 1996 والعمل كمقدمة أخبار رئيسية على قناة شبكة الأخبار العربية " ANN " الفضائية في العاصمة البريطانية.
عرفت بتغطيتها للانتفاضة الفلسطينية وتغطيتها لتفجيرات الحادي عشر من سبتمبر  في  الولايات المتحدة الأمريكية.
انتقلت بعدها إلى إحدى القنوات العربية الفضائية وقامت بتقديم برنامج متخصص بالسياحة لتنتقل بعدها في عام 2004 إلى الصحافة المكتوبة حيث انضمت إلى صحيفة الشرق الأوسط في مقرها الرئيسي بلندن.

## النشأة والمسيرة المهنية
ولدت جوسلين إيليا في بيروت، والدها المربي الأستاذ «فؤاد إيليا» درس المحاماة وصاحب مدارس خاصة في بيروت، ولعب دوراً بارزاً في حياتها الدراسية، فهو من شجعها على دراسة الإعلام والصحافة وكان من اشد المعجبين بكتاباتها وطريقة تقديمها للبرامج التلفزيونية في سن ال 17 عاما قبل ان تبدأ دراسة الإعلام والصحافة المكتوبة والمرئية في كلية الإعلام والتوثيق - الجامعة اللبنانية بفرعها الثاني.
عملت في قناة السيغما السعودية في بيروت  وقدمت برنامجاً بعنوان "في الأسواق" وظهرت في العديد من الإعلانات التلفزيونية في لبنان وبلدان عربية أخرى. أنهت دراسة الصحافة والعلاقات العامة وحازت على تقدير "جيد جداً " عام 1994 ". أصدرت خلال سنوات الدراسة الجامعية مجلتين، الأولى باللغة الفرنسية وبعنوان Optimum والثانية باللغة العربية وحملت اسم "سيفنا والقلم".

## انتقالها لتقديم الأخبار والعيش في لندن
انتقلت جوسلين للعيش في لندن عام 1996 وانضمت إلى شبكة الأخبار العربية ANN لتصبح من ابرز مقدمي الأخبار على الشاشات الفضائية العربية. بدأت بمراسلة صحيفة الشرق الأوسط بلندن من خلال كتابات مواضيع متفرقة. عملت في ANN لمدة 7 سنوات قابلت خلالها العديد من الشخصيات السياسية البارزة، وقامت بتغطية الأحداث السياسية البارزة في العالم.

## أبرز التسجيلات الصوتية
تم اختيار صوت جوسلين إيليا للعب دور بارز في مسرحية «بينوكيو اون آيس» Pinocchio On Ice التي عرضت في عدة مدن عربية مثل دبي وبيروت... عام 1998 وفتح لها
هذا العمل الباب على مصراعيه للعمل في مجال التسجيل الصوتي لبرامج وثائقية عديدة وتم اختيار صوتها للعديد من الإعلانات المهمة وشركات طيران عربية واميركية وفرنسية ليكون الصوت الرئيس على متن جميع رحلاتها الجوية بالإضافة إلى بعض المطارات.
تضع جوسلين صوتها على العديد من المشاريع الضخمة بثلاث لغات هي العربية الإنجليزية والفرنسية.
من أبرز المشاريع الصوتية التي شاركت بها هي «برج خليفة» في دبي ومتحف اللوفر في ابوظبي والمتحف الإسلامي في الكويت وتقوم بتسجيل التقرير السنوي لمنظمة العفو الدولية Amnesty International وجمعية الإغاثة الإسلامية Islamic Relief .
انتهت للتو من تسجيل عمل ضخم بعد ان تم اختيار صوتها من بين 27000 صوت وخضعت لعدة امتحانات إلى ان وقع الخيار على صوتها ليكون الصوت النسائي للمشروع.

## صحيفة الشرق الأوسط اللندنية
انتقلت جوسلين إيليا للعمل في صحيفة الشرق الأوسط بلندن في الأول من نوفمبر عام 2004 وعملت محررة الشؤون الدولية والسياسية إلى أن قررت إدارة الصحيفة أن تصدر ملاحق متخصصة غير سياسية، وطلب من جوسلين وضع مخطط لملحق سياحي اسبوعي على غرار مستوى الصحف الغربية.
أصدرت ملحق سياحة وسفر في الشرق الأوسط في نهاية ال 2004 ليصبح من بين أكثر الملاحق قراءة في العالم العربي. بعد النجاح الذي لاقاه ملحق السياحة بدأت جوسلين ملحقاً اضافياً متخصصاً بالطعام والنقد وتقييم المطاعم، ونجحت جوسلين إيليا في صنع اسم لها متخصص في مجال الطعام والسياحة ليصبح اسمها اليوم من أيرز الصحافيين في هذا المجال.
جوسلين إيليا تعشق العمل ولا تخاف من التغيير لا بل تفضل بأن تتحدى نفسها وقدراتها ولهذا السبب تناط اليها مهمات عديدة أخرى في الصحيفة في مجالات ليست جوسلين متخصصة بها، فهي من أطلقت المجلة الطبية في صحيفة الشرق الأوسط التي تحولت بعدها إلى ملحق طبي يشرف عليه حاليا أحد الزملاء في الصحيفة.
لعبت جوسلين عدة ادوار في الصحيفة فتم وضع صوتها على برنامج وثائقي عن الصحيفة بالعربية والإنجليزية والفرنسية.

## كتابة الرأي
كتبت جوسلين إيليا عموداً في مجلة الرجل الصادرة عن الشركة السعودية للأبحاث والتسويق، وهي كاتبة عمود اسبوعي  ثابت على موقع صحيفة الشرق الأوسط الإلكتروني في زاوية «المدونة».

## ظهور تلفزيوني
تشارك جوسلين إيليا في العديد من البرامج التلفزيونية، وتولت التعليق على زفاف الأمير وليم عام 2011 على قناة ال بي بي سي BBC بالإضافة إلى تغطية زفاف الأمير هاري عام 2018. تمت مقابلتها وإجراء برنامج عن حياتها المهنية في برنامج بي بي سي اكسترا.
- المشاركة في تقديم برنامج The London Show على قناة دبي، تغطية جنازة الملكة إليزابيث الثانية على شاشات الـ«بي بي سي»، العربية، والشرق والغد العربي.

## الجوائز
حصلت جوسلين على عدة جوائز عديدة، أبرزها جائزة أفضل ملحق سياحة في العالم العربي عام 2012 وحصلت في 2018 على جائزة أفضل كاتبة سياحة في العالم العربي من قبل رئيس هيئة السياحة العالمية في جوائز أوسكار الإعلام السياحي.
وتم الإعلان عن فوز جوسلين على هامش فعاليات «بورصة برلين 2018 »